# Adama Tamboura

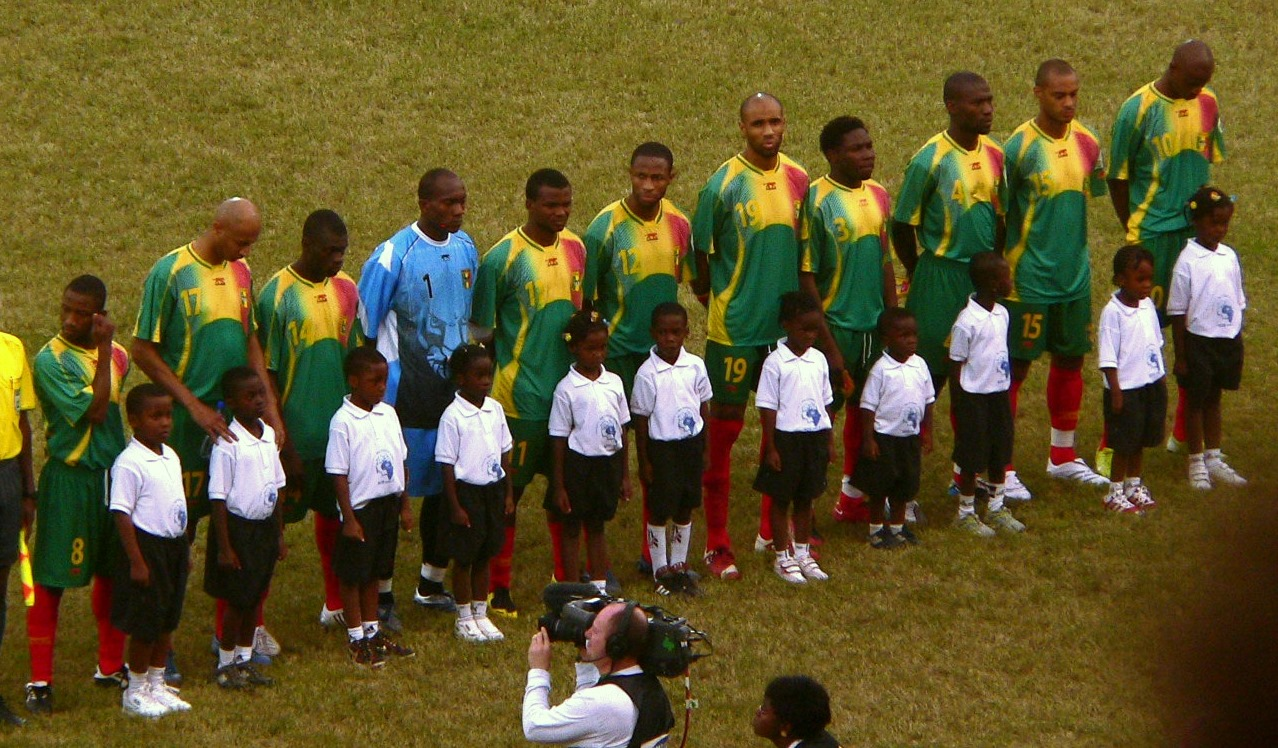
Reprezentace Mali na APN 2008, Tamboura je čtvrtý zprava.

Adama Tamboura (* 18. května 1985, Bamako) je malijský fotbalový obránce a reprezentant. V současnosti hraje v dánském klubu Randers FC.

## Reprezentační kariéra
Tamboura se zúčastnil Letních olympijských her v Athénách, kde odehrál všechny 4 zápasy svého týmu (Mali bylo vyřazeno ve čtvrtfinále Itálií).
V roce 2004 debutoval za malijský národní tým.

Byl členem malijského týmu na APN 2008, APN 2010, APN 2012, APN 2013.
Zúčastnil se i Afrického poháru národů 2015 v Rovníkové Guineji, kde Mali obsadilo po losu nepostupovou třetí příčku v základní skupině D.